# Старая Кама
Старая Кама, или Афанасовская воложка — водоток в Татарстане, левая протока в нижнем течении Камы.

## Общие сведения
Длина протоки — 11 км. Находится у устья реки Зай к юго-западу от Нижнекамска. Отделяется от основного русла Камы у северной оконечности острова Котловский. Огибая остров с востока и юга, вновь впадает в Каму.
Протока имеет полноводное, чётко выраженное русло с плавными поворотами, образует вытянутые заливы по примыкающим старицам.
На всём протяжении по протоке проходит граница Нижнекамского и Елабужского районов.

## Притоки
- Субай — левый, в среднем течении
- Зай (длина 219 км) — левый, в 3 км от устья

## Описание местности
Правый берег (остров) безлюден и полностью занят пойменными лугами.
Левый берег в начале протоки занят пойменными лугами. Ниже по течению расположены лес с базами отдыха, затем дачные посёлки, тянущиеся до р. Субай.
Ниже устья Субая по левому берегу находится полузатопленный полуостров, за ним на берегу залива находится аэрационная станция (на некотором удалении от берега расположены сёла Нижнее- и Большое Афанасово, по которым протока получила своё второе название).
Далее по течению, в 5-6 км от устья протоки, находится грузовой речной порт Нижнекамска с наливными док-камерами, нефтепричалом, ж.-д. веткой от города. От портовых сооружений до устья р. Зай тянется площадка складирования сыпучих строительных материалов.
Ниже устья р. Зай левый берег занят пойменной растительностью, по правому берегу впадают безымянные притоки с озёр-стариц на острове.

## Грузоперевозки
Судоходна в нижней половине.
В сентябре 2014 в протоку был доставлен рекордный груз весом 1377,9 т (дл. 36,6 м, диам. 7,6 м) — реактор гидрокрекинга для глубокой переработки тяжёлых остатков нефти, изготовленный в Индии для ТАИФ-НК. Баржа грузоподъемностью 3050 т (шир. 16,7 м, дл. 85,8 м, осадка 2,56 м) прошла с грузом из порта Санкт-Петербурга через Единую глубоководную систему Европейской части России в грузовой порт в протоке Старая Кама. Представителями Книги рекордов Гиннесса зафиксирован рекорд России и Европы в номинации «Перевозка самого тяжёлого объекта речным транспортом».

## Данные водного реестра
По данным государственного водного реестра России относится к Камскому бассейновому округу, водохозяйственный участок реки — Кама от Нижнекамского гидроузла и до устья, без реки Вятка, речной подбассейн реки — Кама до Куйбышевского водохранилища (без бассейнов рек Белой и Вятки).
Код объекта в государственном водном реестре — 10010101512011100029273.